# Maria Lanzendorf
Maria Lanzendorf osztrák község Alsó-Ausztria Bruck an der Leitha-i járásában. 2022 januárjában 2193 lakosa volt. 

## Elhelyezkedése

Maria Lanzendorf a Bruck an der Leitha-i járásban

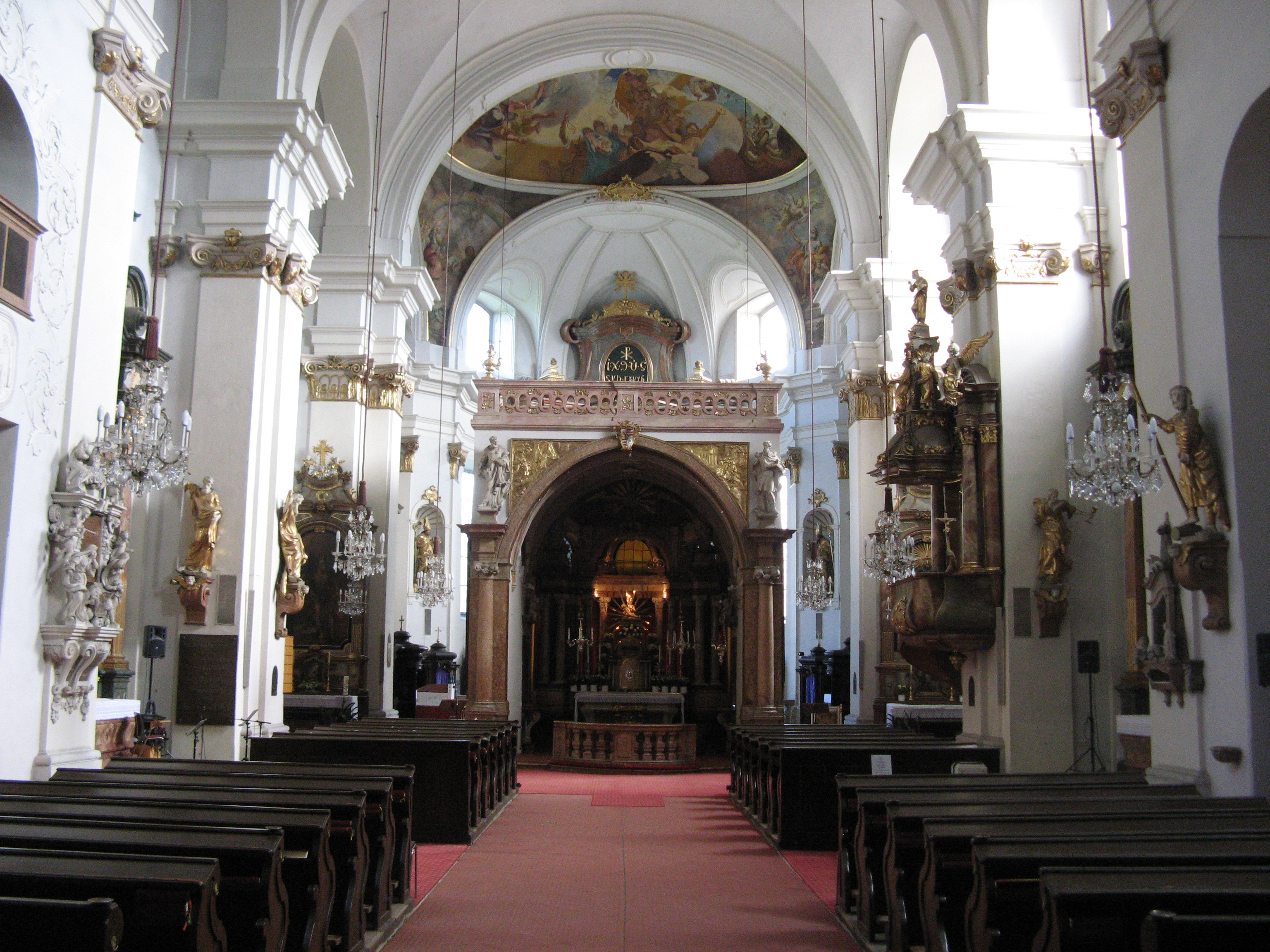
A kegytemplom belső tere

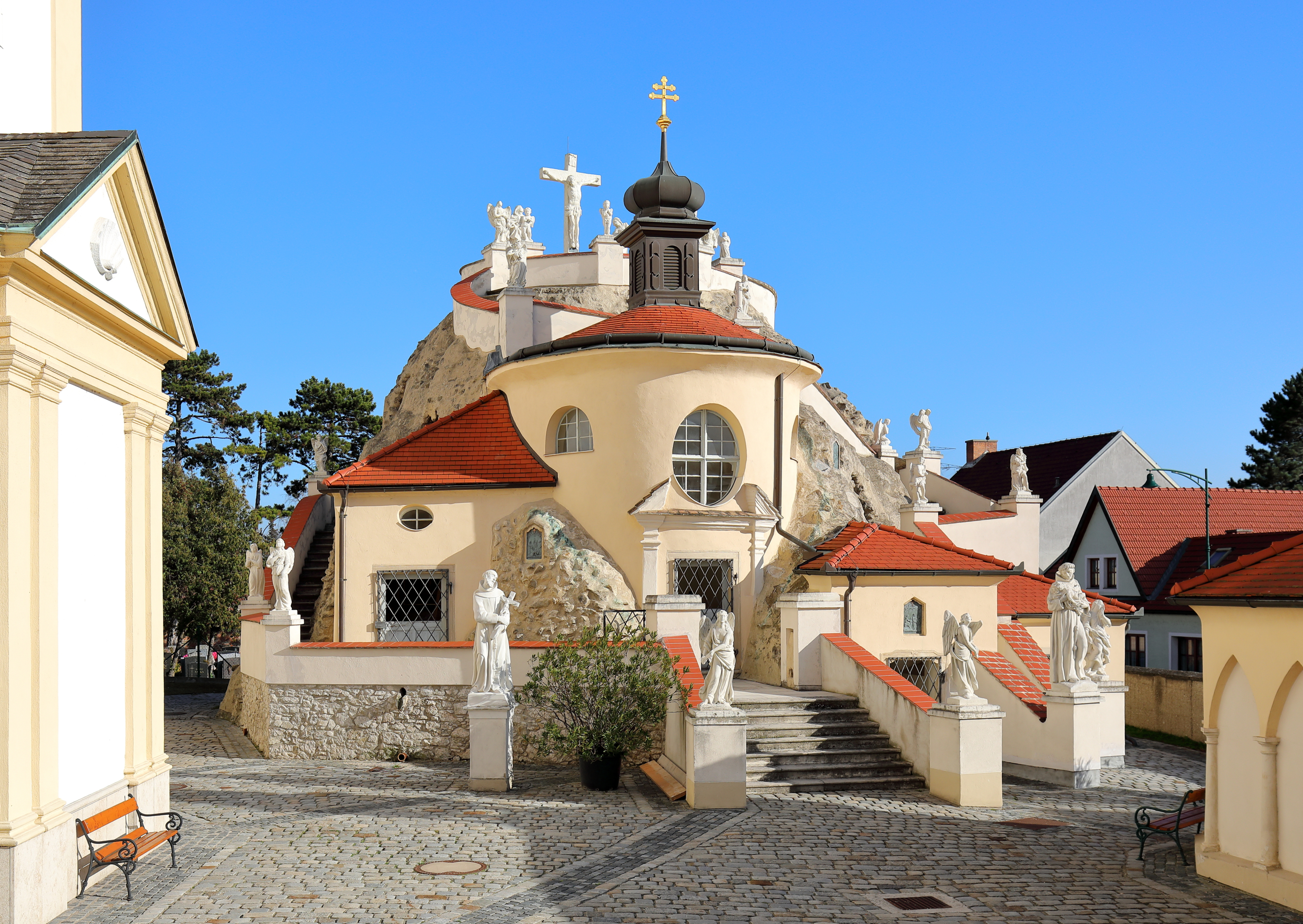
A kálváriahegy

Maria Lanzendorf a tartomány Industrieviertel régiójában fekszik, a Bécsi-medencében, a Schwechat folyó mentén. Területének 0,5%-a erdő, 38% áll mezőgazdasági művelés alatt. Az önkormányzathoz egyetlen település és katasztrális község tartozik.
A környező önkormányzatok: északnyugatra Leopoldsdorf, északkeletre Lanzendorf, délkeletre Himberg, délnyugatra Achau.

## Története
Maria-Lanzendorf 1871-ben vált önállóvá, amikor elszakadt Lanzendorftól. 
Az 1938-as Anschlusst követően létrehozták Nagy-Bécset és Maria Lanzendorf is a főváros 23. kerületéhez került. A második világháború alatt a községben működött a mauthauseni koncentrációs tábor egyik altábora, egészen 1945. március 27-ig.
Maria Lanzendorf 1954-ben nyerte vissza önállóságát és az akkor megalakított Bécskörnyéki járáshoz kapcsolták. A járás 2016-ban megszűnt, a község pedig a lakosság tiltakozása miatt nem a Mödlingi, hanem a Bruck an der Leitha-i járáshoz került. 

## Lakosság
A Maria Lanzendorf-i önkormányzat területén 2022 januárjában 2193 fő élt. A lakosságszám 1981 óta gyarapodó tendenciát mutat. 2020-ban az ittlakók 86,7%-a volt osztrák állampolgár; a külföldiek közül 1,5% a régi (2004 előtti), 6,6% az új EU-tagállamokból érkezett. 3,6% az egykori Jugoszlávia (Szlovénia és Horvátország nélkül) vagy Törökország, 1,6% egyéb országok polgára volt. 2001-ben a lakosok 61,8%-a római katolikusnak, 4,9% evangélikusnak, 1,8% ortodoxnak, 4,1% mohamedánnak, 23,4% pedig felekezeten kívülinek vallotta magát. Ugyanekkor a legnagyobb nemzetiségi csoportokat a németek (89,3%) mellett a törökök (2,6%), a szerbek (1,7%) és a magyarok (1,3%) alkották.
A népesség változása:

| 2016 | 2 108 |
| 2018 | 2 129 |

## Látnivalók
- a Lanzendorfi Mária kegy- és plébániatemplom fontos zarándokhely
- a kálváriahegy

## Fordítás
- Ez a szócikk részben vagy egészben  a   Maria-Lanzendorf című német Wikipédia-szócikk ezen változatának fordításán alapul.  Az eredeti cikk szerkesztőit annak laptörténete sorolja fel. Ez a jelzés csupán a megfogalmazás eredetét és a szerzői jogokat jelzi, nem szolgál a cikkben szereplő információk forrásmegjelöléseként.